# Marcel Vandal
Marcel Vandal (* 1. März 1882 in Paris; † 14. April 1965 in Le Perreux-sur-Marne) war ein französischer Firmenmanager, Filmproduzent und Filmregisseur, ein Pionier der heimischen Kinematographie.

Éclair-Firmenlogo

## Leben und Wirken
Vandal gründete am 22. April 1907 mit drei weiteren Pionieren der französischen Kinematographie, Charles Jourjon, Ambroise-François Parnaland und Clément Maurice Gratioulet, die Firma Éclair, die sich auf die Herstellung von Kameras und Filmen spezialisierte. 1911 trat er in “Le Film d’Art”, eine weitere Filmfirma, ein und übernahm mit dem drei Jahre älteren Charles Delac die Leitung dieser Firma, die unter anderem auch für literarische Qualitätsfilme wie Menschen unter Menschen stand. Gelegentlich widmete sich Vandal schon vor 1914 der Filmherstellung und lernte in diesem Zusammenhang zwei Jahre vor Ausbruch des Ersten Weltkriegs den jungen Éclair-Angestellten und Nachwuchsproduzenten Erich Pommer kennen, mit dem er unter anderem für die Wiener Autorenfilm die Fliegergeschichte Das Geheimnis der Lüfte herstellte. Während des Krieges wurde Vandal eingezogen und mit dem Croix de Guerre ausgezeichnet. 1919 kehrte er zur aktiven Filmherstellung zurück.
Die folgenden anderthalb Jahrzehnte stellten Delac und Marcel Vandal als persönlichverantwortlicher Produzent unter dem Signum „Les Films Marcel Vandal Charles Delac“ eine Fülle von Unterhaltungsfilmen her, bevorzugt mit Julien Duvivier als Regisseur. Kurzzeitig, von 1926 bis 1928, versuchte sich Vandal mit überschaubarem Erfolg viermal auch als Regisseur. Seine letzte Inszenierung, Die reichste Frau der Welt mit der Deutschen Lee Parry in der Titelrolle, gestaltete er Anfang 1928 recht aufwendig: Dieser zum Teil in Ägypten gedrehte, stumme Film gilt aufgrund einiger zugefügter Musikeinlagen als erster Teiltonfilm Frankreichs. Mit Beginn der 1930er Jahre gründete Vandal mit Delac in Berlin die kurzlebige deutsche Dependance Marcel Vandal & Charles Delac Tonfilmproduktion GmbH und setzte mit den Regiegrößen Luis Trenker und Wilhelm Thiele die deutschen wie französischen Versionen von Madame hat Ausgang, Berge in Flammen und Der Ball um. Im selben Jahr (1931) erhielt Marcel Vandal das Kreuz der Ehrenlegion. 1934 stellte er seine Produktionstätigkeit komplett ein und wechselte in die Filmfunktionärsebene: Als Präsident des Chambre syndicale francaise de la production de films versuchte er beispielsweise kurz vor Kriegsausbruch 1939 die Vertiefung einer französisch-italienischen Kooperation im Filmsektor zu erreichen.

## Filmografie
Als Produzent, wenn nicht anders angegeben:
- 1913: Das Geheimnis der Lüfte
- 1919: Travail
- 1922: Madame Beudets sonniges Lächeln (La Souriante Madame Beudet)
- 1923: Geächtet. Schmerzensweg einer Mutter (La porteuse de Pain)
- 1923: Ein Glückskind (Le secret de Polichinelle)
- 1924: Die Kinder von Montmartre (Paris)
- 1925: Le Calvaire de Dona Pia
- 1925: Dr. Knock
- 1926: Graziella (auch Regie)
- 1926: Pech muss der Mensch haben (Le bouif errant)
- 1926: Der Mann mit den 100 PS (L’Homme à l’hispano)
- 1927: Le Sous-marin de Crystal (auch Regie)
- 1927: Fleur d’amour (auch Regie)
- 1927: Le Mystère de la tour Eiffel
- 1928: Im Taumel von Paris (Le Tourbillon de Paris)
- 1928: Die reichste Frau der Welt (L’eau du Nil) (auch Regie)
- 1929: Irene Rysbergues große Liebe (Maman Colibri)
- 1929: Die Insel der Verschollenen (La Divine croisière)
- 1929: Das Paradies der Damen (Au Bonheur des Dames)
- 1930: David Golder
- 1930: Fra Diavolo
- 1931: Madame hat Ausgang
- 1931: Berge in Flammen
- 1931: Der Ball
- 1932: Die fünf verfluchten Gentlemen
- 1932: L’amoureuse aventure
- 1932: Karottenkopf (Poil de carotte)
- 1933: Maigret – Um eines Mannes Kopf (La Tête d’un homme)
- 1933: Der kleine König (Le Petit roi)
- 1933: L’Homme à l’Hispano
- 1934: Die Schloßherrin vom Libanon (La Châtelaine du Liban)
- 1934: Le Paquebot Tenacity